# 112 Геркулеса
112 Геркулеса (лат. 112 Herculis, HD 174933) — кратная звезда в созвездии Геркулеса на расстоянии приблизительно 422 световых лет (около 129 парсек) от Солнца.

## Характеристики
Первый компонент (HD 174933A) — бело-голубая звезда спектрального класса B7Vp, или B7V, или B9II-IIIpHgMn, или B9II-IIIHgMn, или B9II-IIIp, или B9IIIHgMn, или B9HgMn, или B9pHg, или B9IIIp, или B9. Видимая звёздная величина звезды — +5,387m. Масса — около 3,999 солнечной, радиус — около 2,888 солнечного, светимость — около 203,236 солнечной. Эффективная температура — около 12853 K.
Второй компонент (HD 174933B) — белая Am-звезда спектрального класса A3Vp, или A3V. Орбитальный период — около 6,362 суток.
Третий компонент — коричневый карлик. Масса — около 22,67 юпитерианской. Удалён в среднем на 2,374 а.е..
Четвёртый компонент — WDS J18523+2126B. Удалён на 0,2 угловой секунды.